# الرياضة في كوريا الجنوبية

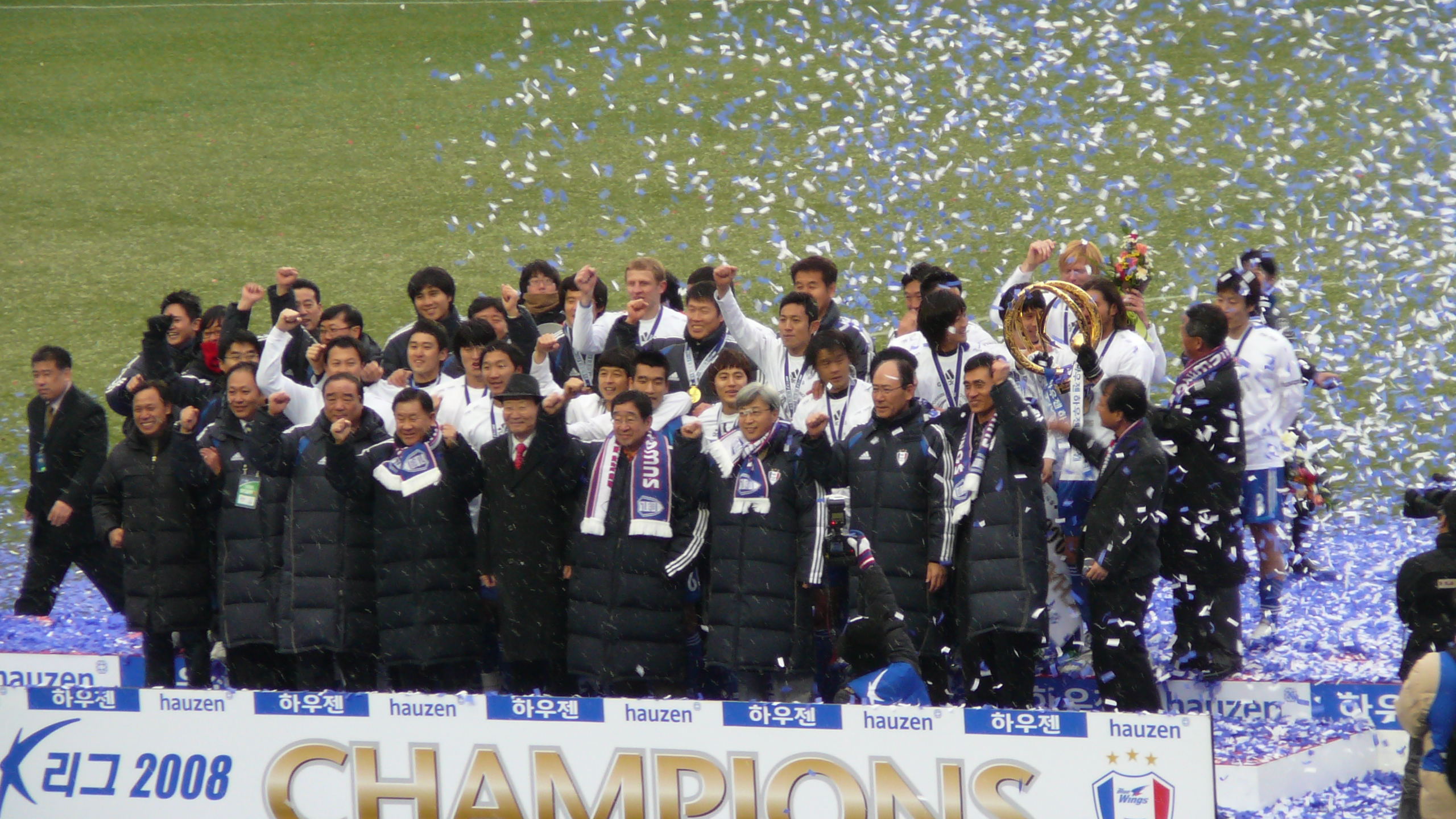
نادي سوون سامسونغ بلووينغز بعد فوزه ببطولة كي ليغ كلاسيك.

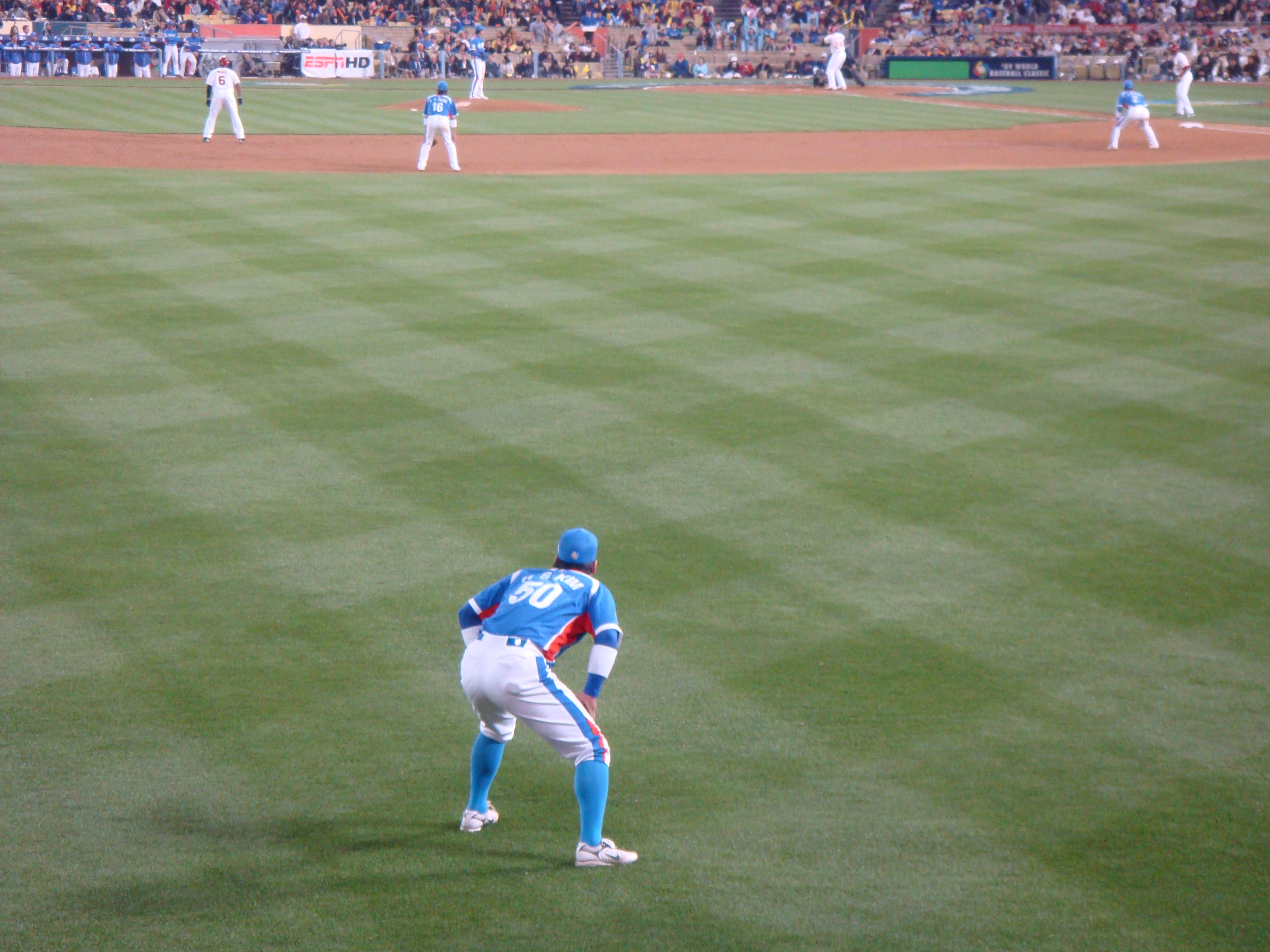
اللاعب كيم هيون سو في بطولة العالم لكرة القاعدة في 2009.

الرياضة في كوريا الجنوبية تعتبر كوريا الجنوبية من أنجح دول العالم في الرياضة وعادة ما تحتل المراتب ال10 الأولى في جدول الميداليات في الأولمبياد الصيفية، حيث احتلت المركز الخامس في أولمبياد 2012 في لندن واحتلت المركز السادس في دورة الألعاب الأولمبية في بكين عام 2008 ، وإستضافت مدينة سيئول عاصمة البلاد في 1988 الأولمبياد الصيفية وتشاركت استضافة كأس العالم لكرة القدم 2002 مع اليابان ، الرياضات الأكثر شعبية في كوريا هي كرة القدم وكرة القاعدة إضافة إلى كرة السلة والسباحة والغولف والتايكواندو وكرة اليد وتنس الريشة ورفع الأثقال.
تعتبر كرة القدم هي الرياضة الأكثر شعبية في كوريا الجنوبية وفي استطلاع تبين أن 41 % من الكوريين يعد كرة القدم هي رياضتهُ المفضلة بينما حلت كرة القاعدة في المرتبة الثانية حيث اعتبرها 25 % من الكوريين الجنوبيين الرياضة المفضلة لديهم، ويعتبر منتخب كوريا الجنوبية لكرة القدم من أقوى منتخبات قارة آسيا حيث تمكن 2 مرة من الحصول على بطولة آسيا ويعتبر أكثر المنتخبات القارة التي شاركت في نهائيات كأس العالم لكرة القدم ب9 مرات حتى عام 2014, كما حقق أفضل إنجاز في قارة آسيا في كأس العالم بحوله بالمركز الرابع في نهائيات كأس العالم 2002 وإلى جانب ذلك تعتبر أندية كرة القدم الكورية أكثر الأندية التي فازت بدوري أبطال آسيا.
كوريا الجنوبية تعتبر من المنتخبات القوية في كرة القاعدة ، حيث تمكنت من تحقيق الميدالية الذهبية في أولمبياد بكين 2008 كما حققت كوريا الجنوبية عدة إنجازات في هذه الرياضة.
التايكواندو هي رياضة شعبية أخرى في كوريا الجنوبية وتعتبر كوريا الجنوبية منشأ هذه الرياضة.